# ماتي فيدا
ماتي فيدا (بالمجرية: Vida Máté) هو لاعب كرة قدم مجري في مركز الوسط، ولد في 8 مارس 1996 في بودابست في المجر. شارك مع منتخب المجر تحت 19 سنة لكرة القدم ومنتخب المجر تحت 21 سنة لكرة القدم. أما مع النوادي، فقد لعب مع نادي فاساس.

## وصلات خارجية
- ماتي فيدا على موقع الاتحاد الأوربي (الإنجليزية)
- ماتي فيدا على موقع اتحاد المجر (الهنغارية)
- ماتي فيدا على موقع قاعدة بيانات كرة القدم.إي يو (الإنجليزية)
- ماتي فيدا على موقع ناشيونال فوتبول تيمز (الإنجليزية)
- ماتي فيدا على موقع Soccerway.com (الإنجليزية)